# Handsein
Een handsein is in België een sein dat wordt vertoond op een andere manier dan de normale lichtseinen of borden. Het kan vertoond worden door een vlag bij goede zichtbaarheid en door een lantaarn bij slechte zichtbaarheid en bij nacht. In noodgevallen kan het eventueel ook getoond worden door middel van een rode fakkel. Er zijn ook nog enkele diverse middelen.

De handseinen ingeschreven in het seinreglement van de NMBS zijn:

## Rode vlag of lantaarn, fakkel met rode vlam
Stop, noodremming. Dit kan gegeven worden bij het begin van een werfzone of voor een indringing in het VRP (zie bij het gedeelte "gele vlag" ("verwacht") of op remafstand van een ongeval ("onverwacht"). Normaal gaat dit gepaard met het plaatsen van "knallers", kleine ronde voorwerpen die op de rail geplaatst worden en die ontploffen als er een trein overrijdt. Het geluid van een exploderende knaller is eveneens een sein dat een noodremming oplegt.

## Gele vlag of lantaarn
2 betekenissen:
- Vertoond aan de in- of uitrit van een station: overgang naar normaal- of tegenspoor. In dit geval weet de bestuurder op voorhand dat deze vlag vertoond wordt. De vlag houdt een snelheidsbeperking in van 20 km/h tot aan de volgende snelheidsaanduiding.
- Vertoond in een werfzone: verderop is er mogelijk een indringing in het vrije-ruimte-profiel (VRP). De ruimte rond het spoor die normaal altijd vrij moet blijven, maar bij sommige werken kan het echter gebeuren dat een kraan of andere apparatuur in deze ruimte komt. De bestuurder dient zijn snelheid aan te passen zodat hij kan stoppen voor de rode vlag die de indringing voorafgaat. Hij mag slechts verder rijden als de rode vlag door een groene wordt vervangen.

## Groene vlag of lantaarn
Deze vlag wordt gebruikt bij een indringing in het VRP. Ze geeft aan dat het VRP vrij is vanaf dat punt, en dat de snelheidsbeperking die werd opgelegd door de gele vlag wordt opgeheven. 

## Combinatie van groene en gele vlag
De gelijktijdig vertoonde groene en gele vlag leggen een beperkte snelheid van 20km/h op. De normale snelheid mag hernomen worden 50 meter na het vertonen van de vlag.

## Zwarte vlag
Deze vlag is niet echt een vlag, maar wordt afgebeeld op een bord. Het betekent dat het verkeer verderop geregeld kan worden door vlaggen, getoond vanuit een seinhuis op een station of langsheen de baan bij werken met indringing in het VRP. In het eerste geval is het mogelijk dat de toelating om het sein voorbij te rijden niet door het sein wordt gegeven, maar door het tonen van een groene of gele vlag.